# Hanácký župní přebor 1997/1998
V soubojích 7. ročníku Hanáckého župního přeboru 1997/98 (jedna ze skupin 5. fotbalové ligy) se utkalo 16 týmů každý s každým dvoukolovým systémem podzim–jaro. Tento ročník začal v srpnu 1997 a skončil v červnu 1998.

## Nové týmy v sezoně 1997/98
- Z Divize E 1996/97 sestoupilo do Hanáckého župního přeboru mužstvo FK Mohelnice-Moravičany, z Divize D 1996/97 žádné mužstvo.
- Ze skupin I. A třídy Hanácké župy 1996/97 postoupila mužstva TJ FK Ruda nad Moravou (vítěz skupiny A) a FK HK Přerov „B“ (vítěz skupiny B).[1]

## Konečná tabulka
Zdroj: 
| Poř. | Tým                         | Z  | V  | R  | P  | VG | OG | B  |
| ---- | --------------------------- | -- | -- | -- | -- | -- | -- | -- |
| 1.   | TJ Jiskra Rýmařov           | 30 | 20 | 8  | 2  | 68 | 24 | 68 |
| 2.   | SK Bělkovice-Lašťany        | 30 | 15 | 4  | 11 | 48 | 39 | 49 |
| 3.   | FK Jeseník                  | 30 | 15 | 4  | 11 | 43 | 37 | 49 |
| 4.   | FK Hlubočky                 | 30 | 12 | 12 | 6  | 50 | 38 | 48 |
| 5.   | TJ Tatran Litovel           | 30 | 11 | 12 | 7  | 44 | 42 | 45 |
| 6.   | SK Lipová                   | 30 | 13 | 6  | 11 | 50 | 49 | 45 |
| 7.   | TJ FK Ruda nad Moravou (N)  | 30 | 12 | 5  | 13 | 46 | 58 | 41 |
| 8.   | TJ Sigma Hodolany           | 30 | 10 | 9  | 11 | 45 | 45 | 39 |
| 9.   | SKP Slovan Moravská Třebová | 30 | 10 | 9  | 11 | 34 | 38 | 39 |
| 10.  | FK Mohelnice-Moravičany (S) | 30 | 10 | 6  | 14 | 41 | 47 | 36 |
| 11.  | TJ Agrostroj Prostějov      | 30 | 9  | 9  | 12 | 36 | 44 | 36 |
| 12.  | FK HK Přerov „B“ (N)        | 30 | 8  | 11 | 11 | 45 | 43 | 35 |
| 13.  | SK Hranice „B“              | 30 | 11 | 1  | 18 | 49 | 60 | 34 |
| 14.  | TJ Sokol Dub nad Moravou    | 30 | 8  | 9  | 13 | 34 | 48 | 33 |
| 15.  | TJ MILO Olomouc             | 30 | 7  | 9  | 14 | 39 | 49 | 30 |
| 16.  | TJ Náměšť na Hané           | 30 | 6  | 12 | 12 | 38 | 49 | 30 |

Poznámky:
- Z = Odehrané zápasy; V = Vítězství; R = Remízy; P = Prohry; VG = Vstřelené góly; OG = Obdržené góly; B = Body; (S) = Mužstvo sestoupivší z vyšší soutěže; (N) = Mužstvo postoupivší z nižší soutěže (nováček)

|  | Postup do Divize E 1998/99                        |
|  | Sestup do I. A třídy Hanácké župy – sk. A 1998/99 |
|  | Sestup do I. A třídy Hanácké župy – sk. B 1998/99 |